# Acido 11-cicloesilundecanoico
L'acido 11-cicloesilundecanoico o acido ω-cicloesaundecanoico , è un acido grasso saturo con 17 atomi di carbonio la cui catena carboniosa lineare termina con un anello cicloesano. 
Isolamento e identificazione analitica dell'acido 11-cicloesilundecanoico può essere complicata dal fatto che ha un tempo di ritenzione molto simile a quello di vari isomeri ottadecadienoici (18:2).
Si trova in particolare nel burro, dal quale è stato isolato nel 1965, ed è naturalmente presente nel latte umano, vaccino, di cammello, alce, capra,  pecora, con concentrazioni da 0,2 a 0,6 % sul totale degli acidi grassi.
È stato rilevato anche nei lipidi di membrana di vari batteri, in particolare termofili che crescono tra + 65 "C e +85 °C come il Bacillus acidocaldarius o il Bacillus caldoliticus dove gli acidi 11-cicloesilundecanoico e 13-cicloesiltridecanoico possono rappresentare il 95% degli acidi grassi.
Avrebbe proprietà antimicrobiche, anche se inferiori a quelle degli acidi grassi saturi lineari con catena da 8 a 12 atomi di carbonio.